# Dictablanda
Dictablanda ou ditabranda (portmanteau em espanhol, que junta dictadura, "ditadura", com blanda, "branda") é um termo que foi cunhado de maneira popular na Espanha em 1930 quando o general Dámaso Berenguer substituiu o general Primo de Rivera à frente do governo ditatorial. Dámaso Berenguer governou por decretos e tratou de pacificar os ânimos após a queda da Bolsa de 1929 e as revoltas sociais, derrogando parte das medidas adotadas durante a ditadura de Primo de Rivera. Paradoxalmente, a denominada «dictablanda» executou mais sentenças de morte por motivos políticos do que a ditadura a que sucedera.

## Uso posterior
Posteriormente também foi usado o termo «dictablanda» em outros contextos. Em setembro de 1983, Augusto Pinochet, em resposta às críticas que se realizavam à ditadura militar chilena, expressou que «Esta não é uma ditadura, é uma dictablanda».
O escritor peruano Mario Vargas Llosa, enquanto realizava uma das suas visitas ao México em Agosto de 1990, utilizou a denominação «ditadura perfeita» para se referir ao sistema político imperante nesse país, enquanto estava o PRI que ostentava o Governo. Tais palavras supuseram-lhe uma expulsão do país, pois a lei mexicana proíbe aos estrangeiros a participação na vida política mexicana. Posteriormente veio uma correção feita pelo escritor e ensaísta mexicano Octavio Paz (ganhador do Prêmio Nobel), mudando o termo para «dictablanda».
Na Argentina, após o golpe de estado perpetrado pelo general Juan Carlos Onganía, em alguns setores da opinião pública chamava-se ao governo como dictablanda, por não terem noção das atrocidades desta administração. Também utilizaram este termo alguns detratores do primeiro governo de Juan Domingo Perón (1946–1955), apesar de ele ter chegado ao poder por meio da vontade popular.
O termo também foi usado no Uruguai para designar o regime de Alfredo Baldomir.

### Controvérsia com a Folha de S.Paulo

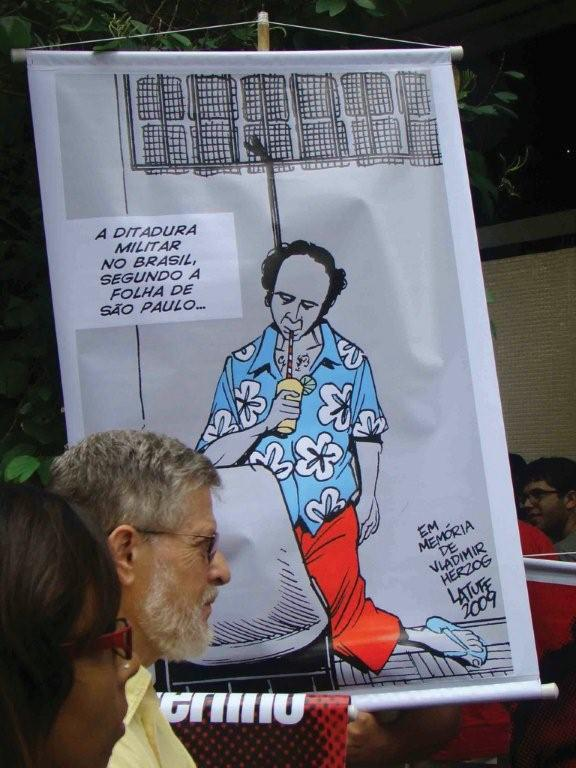
Protesto em frente ao Grupo Folha contra o uso da Ditabranda

No Brasil, o jornal Folha de S.Paulo usou do termo "ditabranda" em editorial do dia 17 de fevereiro de 2009 chamado "Limites a Chávez", criticando o que o jornal percebeu como um endurecimento do governo de Hugo Chávez na Venezuela. Nele, o jornal argumenta que a ditadura militar brasileira teria sido mais "amena" do que outras instituídas no mesmo período na América Latina, pois preservou "formas controladas de disputa política e acesso à Justiça", o que, de acordo com a visão do jornal, o governo de Chávez não estaria mantendo na Venezuela.
Por ser a Folha de S. Paulo o jornal de maior circulação do país, a reação à utilização do termo foi quase imediata.
Entre os primeiros a se manifestarem estavam leitores do próprio jornal, que enviaram várias cartas à redação do jornal. Dentre eles, os professores da Universidade de São Paulo (USP) Maria Victória Benevides e Fábio Konder Comparato enviaram ao jornal cartas de repúdio ao editorial. Em resposta, a redação da Folha de S. Paulo publicou que "respeita a opinião de leitores que discordam da qualificação aplicada em editorial ao regime militar brasileiro". O termo "regime militar" é outro eufemismo da FSP para Terrorismo de Estado. O jornal, entretanto, fez ressalvas às cartas de Benevides e Comparato, pois "até hoje não expressaram repúdio a ditaduras de esquerda, como aquela ainda vigente em Cuba", o que tornaria a indignação deles "cínica e mentirosa".
O jornal foi criticado por outros veículos de imprensa, como as revistas Fórum, Caros Amigos (que publicaram matéria de capa sobre a utilização do termo), CartaCapital e a emissora de televisão Rede Record, que veiculou no Domingo Espetacular reportagem mostrando as notórias ligações entre o Grupo Folha e os órgãos de repressão da ditadura. A Folha de S. Paulo rechaçou a crítica da Record, o que fez a emissora veicular a reportagem novamente, no Jornal da Record, e postá-la em seu canal no YouTube.